# Гончарук Олег Романович
Олег Романович Гончарук (нар. 31 січня 1968, Калуш, Івано-Франківська область) — український політик, голова Івано-Франківської обласної державної адміністрації (з 9 вересня 2014 р. по 11 червня 2019 р.), заступник голови партії «Українська Стратегія Гройсмана»

## Біографія
Дитинство:
народився 31 січня 1968 року в місті Калуші Івано-Франківської області.  Батько Роман Дмитрович Гончарук на той час працював у будівельно-монтажному управлінні, мати Гончарук Валентина Федорівна  - працівник Калуської епідеміологічної станції.
До Івано-Франківська переїхав з батьками ще дитиною. Вже в старших класах  під час шкільних канікул працював разом із батьком на будівництві.
В Івано-Франківську закінчив середню школу  № 4.
З 1986  по 1988 рік служив у лавах Радянської  армії. 
Освіта: 
У 1992 р. закінчив з відзнакою  Івано-Франківський інститут нафти і газу‚ за спеціальністю «Спорудження газонафтопроводів‚ газосховищ і нафтобаз», кваліфікація - інженер-механік.
З 2014р. по 2016 р. навчався в Тернопільському національному економічному університеті за спеціальністю «Менеджмент організацій та адміністрування».
З 2016 р.  по 2017 р. навчався в Тернопільському національному економічному університеті за спеціальністю «Право», який закінчив з відзнакою.
З 2016 р. по  2019 р.  навчався в Національній академії державного управління при Президентові України за спеціальністю «Публічне управління та адміністрування» 
Трудова діяльність:
Після закінчення інституту  з липня 1992 р. по  грудень 1992 р.  працював майстром у фірмі «Екоспецбуд».
Грудень 1992 — березень 1994 р. — старший інженер по матеріально-технічному постачанню Павлівського звірогосподарства.
Березень 1994 — січень 1997 р. — заступник керуючого бетонно-розчинним вузлом Павлівського звірогосподарства.
Лютий 1997 — травень 2007 р. — директор ТОВ «ЛІГОС».
Олег Гончарук, як бізнесмен, пройшов шлях від власника невеличких продовольчих магазинів до засновника одного з найпотужніших підприємств по виробництву круасанів «Лігос», яке входить в п'ятірку найбільших в Україні. На підприємстві було створено близько 500 робочих місць.
З вересня 2014 р. по червень 2019 р. призначений  головою   Івано-Франківської обласної державної адміністрації.
з 01.07.2019 р. по сьогоднішній день – доцент кафедри публічного управління та адміністрування Інституту гуманітарної підготовки та державного управління Івано-Франківського національного технічного університету нафти і газу 
Політична і громадська діяльність:
З 2010 р. — 2015 р. — депутат Івано-Франківської міської ради VI скликання.
З 2011 р. — 2015 р. — заступник голови депутатської комісії з питань промисловості та економіки.
У  2014 р. став головою  правління РВ УСПП в Івано-Франківській області.
З 2014 р. по 2019 р.-  член постійної комісії обласної ради з питань регіональної політики, децентралізації та розвитку місцевого самоврядування.
У листопаді 2019 р. став лідером політичної партії "Всеукраїнське Об'єднання "ПЛАТФОРМА ГРОМАД". 
2020 р. був обраний депутатом Івано-Франківської обласної ради VIII демократичного скликання, голова фракції ПП «ВО «ПЛАТФОРМА ГРОМАД»
У вересні 2021 року після підписання меморандум про співпрацю між  «Платформою громад» та політичною партією «Українська Стратегія Гройсмана» Олег Гончарук став заступником голови «Української Стратегії Гройсмана» 
Одружений, є доросла донька.
У вільний час захоплюється спортом.

## Призначення
Президент Петро Порошенко звільнив Андрія Троценка з посади голови Івано-Франківської обласної державної адміністрації та призначив на цю посаду Олега Гончарука. Про це йдеться в указах № 712 і № 713 від 9 вересня. Звільнений з посади 11 червня 2019 року.